# Stevan Vasiljević
Stevan Vasiljević (Sombor, 1913 — Sombor, 1994) je bio istaknuti jugoslovenski nastavnik, pedagoški savetnik, pisac udžbenika, publicista i slikar-amater.

## Biografija
Rođen je u Somboru 8. januara 1913. godine, gde je proveo i detinjstvo. Roditelji su mu bili Đorđe i Julka (rođena Josić). Imao je mlađeg brata Jovana (1919-2014), koji je bio gradonačelnik Sombora od 1965 do 1969. godine.
Prvi razred osnovne škole završava u Subotici. Zatim se sa roditeljima vraća u Sombor gde završava preostala tri razreda četvorogodišnje osnovne škole, te četiri razreda niže gimnazije (Građanske škole). Nakon toga završava čuvenu somborsku Učiteljsku školu.
Nakon završetka Učiteljske škole (1932. godine), kao mlad učitelj prvo postavljenje dobija u selu Knežje, srez Ovčepoljski, Vardarska banovina. Od 1933. godine dobija premeštaj u sresko mesto Sveti Nikola.
Tu upoznaje buduću suprugu Maćedonku Donku Filović (Strumica, 1914 – Sombor, 1997), takođe učiteljicu. Venčavaju se u februaru 1935. godine.
Tokom vojne službe u Sarajevu 1935. godine, završava školu za rezervne oficire. Posle odslužene vojne službe, od 1936. zajedno sa suprugom vraća se učiteljskom poslu i dobija nameštenje u Rastini i zatim Riđici. U tom periodu dobija ćerku Mirjanu, rođenu u oktobru 1939. godine.
Pred izbijanje rata u Jugoslaviji biva pozvan u vojnu službu kao rezervni oficir u protiv-vazdušnu odbranu želelezničkog čvora u Somboru, potom u odbranu rudnika u Boru, a  potom u Kragujevac. Tu ga zatiče aprilski rat i kapitulacija Kraljevine Jugoslavije. Zarobljen je od nemačke vojske i poslat u zarobljenički logor kod Nirnberga (Oflag XIII-B), u kom je bio do decembra 1941. godine kada zajedno sa grupom drugih zarobljenika biva pušten, te se vraća u Sombor, i ubrzo se sa porodicom seli u Apatin. Ostatak rata proveo je u Apatinu i zatim Kneževim Vinogradima. Po okončanju rata vraća se u Sombor. Neposredno nakon rata postaje upravitelj Državne realne gimnazije u Staparu. Tu se rađa sin Branislav, u julu 1947. godine.
1946. upisali su supruga i on  Višu Pedagošku školu – grupa Istorija i geografija u Novom Sadu, koju su i završili 1949.godine.
Ostatak života provodi u Somboru. Aktivan je u kulturnom životu grada, bavi se pisanjem knjiga, publicistikom. Tokom ovog perioda se intenzivno bavi prosvetnim i pedagoškim radom. Takođe, bavi se i  amaterskim slikarstvom, te aktivno izlaže na samostalnim i kolektivnim izložbama sa somborskim slikarskim društvom.
Preminuo je u Somboru, 11. novembra 1994. godine.

## Karijera
Autor je više udžbenika, diafilmova, knjiga, publikacija, novinskih tekstova i radio emisija. Objavio je u 39 izdanja udžbenike geografije za osnovne škole na srpskohrvatskom i prevodima na makedonskom, mađarskom, rumunskom, slovačkom, rusinskom, bugarskom i turskom jeziku. 
"U Staparu je 1946. godine napisao udžbenik "Geografski pregled Jugoslavije" u 200 primeraka. Sledeće godine na konkurs Ministarstva prosvete Republike Srbije, Komisija je nagradila rukopis i preporučila ga za štampanje kao udžbenik za IV razred osnovne škole.

Od tada 39 puta izdavao je udžbenik geografije za učenike IV i VIII razreda osnovne škole. Udžbenik je korišćen u svim školama u nekadašnjim jugoslovenskim republikama i na svim jezicima osim u Hrvatskoj i Sloveniji, u tiražima od više desetina hiljada primeraka."  
Bio je autor više knjiga i brošura, između ostalih „Znameniti Somborci“. „Znameniti Somborci“ su nastali na bazi redovnih nedeljnih kolumni "U vrtlogu prošlosti", koje je nekoliko godina za redom svake nedelje objavljivao u Somborskim novinama. Bio je saurednik monografije „Dve stotine godina obrazovanja učitelja u Somboru“.
Sarađivao je u Narodnoj prosveti (Beograd), Nastavi i vaspitanju, Pedagoškoj stvarnosti, Misli (Novi Sad), Somborskim novinama, Dometima (Sombor), Brazdama (Sombor), Pokretu (Sombor), Dnevniku, Politici, na Radiju Novi Sad, Radio Beogradu i dr.
Objavljeni radovi obuhvataju preko 600 bibliografskih jedinica.
Bio je direktor Gimnazije u Somboru od 1949. do 1959. godine. Zatim je bio profesor u Srednjoj poljoprivrednoj školi do 1962. i pomoćnik direktora OŠ "Nikola Vukičević". Nakon toga bio je direktor Osnovne škole „Ivo Lola Ribar“ od osnivanja škole 1962. do svog odlaska u penziju 1973. godine.
Kao slikar-amater izlagao, najviše akvarele, na grupnim izložbama u Somboru, Osijeku, Subotici, Užicu, Vršcu, Kuli, Apatinu, Novom Bečeju, Bezdanu, Baji (Mađarska) i dr, i samostalnim izložbama u Somboru (4), Apatinu, Dalasu (SAD) i Čikagu (SAD).

#### Nagrade
- Oktobarska nagrada grada Sombora, 1962. godine (ova nagrada je ustanovljena te godine i i jedan je od šest prvih dobitnika) [5][10]
- Medalja za vojne zasluge, 1963. godine [10]
- Orden rada sa zlatnim vencem, 1971. godine [10]
- Novembarska nagrada Međuopštinske zajednice za obrazovanje opštine Sombor, 1972. godine [10]

(izvor: Leposava Kljaić: "Stevan Vasiljević", Sombor, 1995. godina, strana 42 i 45 )

## Galerija radova
Izbor radova akvarela Stevana Vasiljevića.